# Osteocephalus mimeticus
Osteocephalus mimeticus es una especie de anfibio anuro de la familia Hylidae. Es endémica del piedemonte oriental de los Andes peruanos, desde el norte hasta el sur, con un posible registro en el norte de Bolivia. Habita bosques tropicales montanos entre los 260 y los 1650 m s. n. m. La destrucción de su hábitat natural es su principal amenaza aunque se considera que no hay riesgo para su conservación. Aparentemente cría en arroyos rocosos de corriente fuerte, pero en zonas de pozas arenosas y con aguas más lentas.

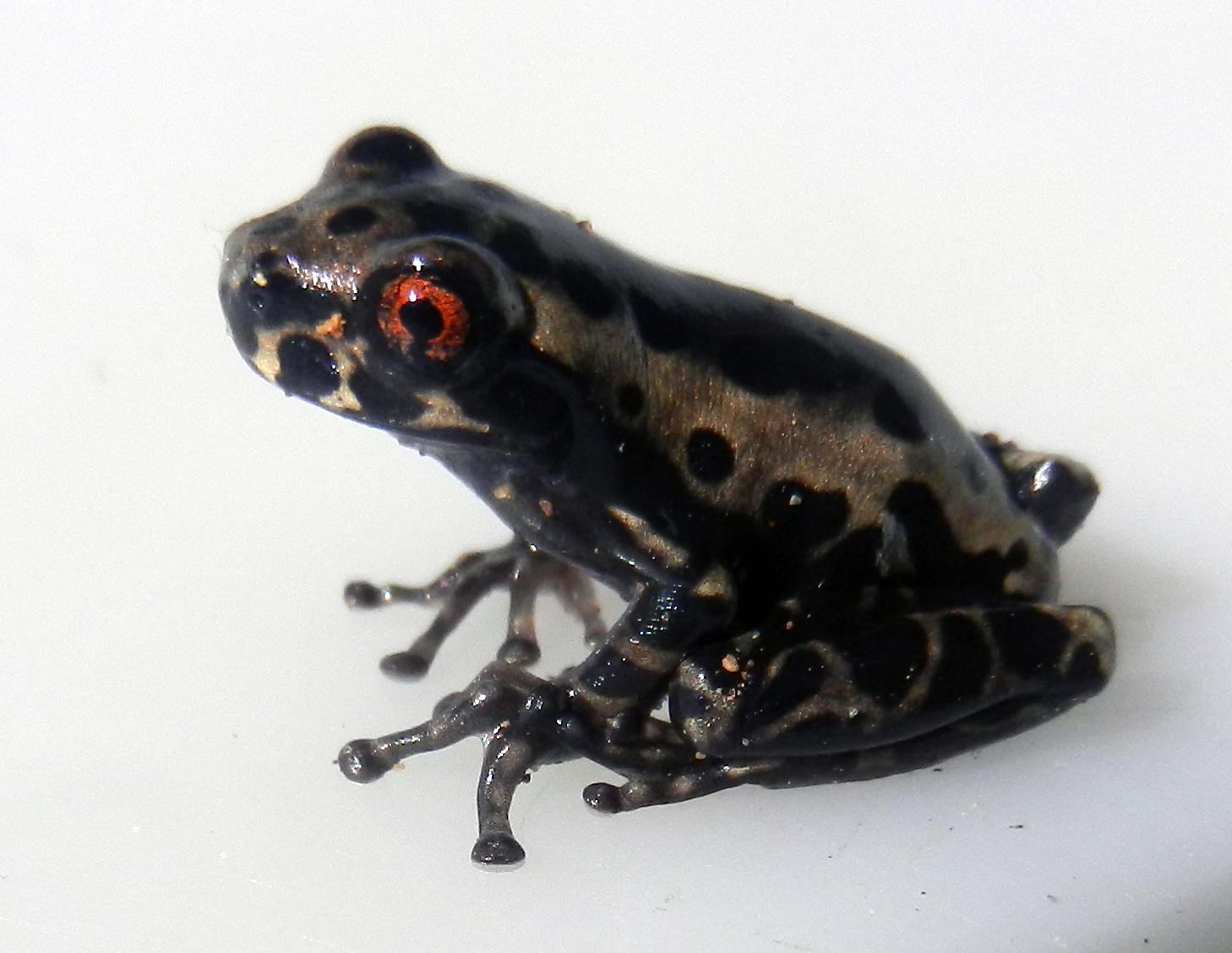
Juvenil.

Esta especie fue descrita independientemente en dos ocasiones, primero como Hyla mimetica por Douglas Edvard Melin en 1941 y después como Hyla elkejungigerae por Klaus Henle en 1981, posteriormente el mismo autor lo incluyó en el género Osteocephalus. La sinonimia de ambos nombres se hizo en 2010. Dentro de su género se incluye en el grupo de especies O. buckleyi. Sufre un cambio ontogenético muy fuerte, siendo los juveniles muy diferentes a los adultos. Este hecho ha contribuido a las confusiones que se han dado en su identificación, dado que las descripciones se hicieron inicialmente sobre la base de especímenes juveniles y subadultos.